# پیس افی
پیس افی (انگلیسی: Peace Efih؛ زادهٔ ۵ اوت ۲۰۰۰) بازیکن فوتبال اهل نیجریه است.
وی همچنین در تیم ملی فوتبال زنان نیجریه بازی کرده‌است.